# محمد عبداللهی (جامعه‌شناس)
محمد عبداللهی (۱ شهریور ۱۳۲۳ در ایلام - ۳ دی ۱۳۸۹ در تهران) جامعه‌شناس ایرانی و استاد گروه جامعه‌شناسی دانشگاه علامه طباطبایی بود.

## تحصیلات
وی در سال ۱۳۴۹ در رشته علوم اجتماعی از دانشگاه تهران، مدرک کارشناسی گرفت و سه سال بعد موفق به دریافت کارشناسی ارشد جامعه‌شناسی از همین دانشگاه شد. عبداللهی در سال ۱۳۵۷ با دفاع از رساله خود با عنوان «سرمايه‌داري و فرار مغزها: تحليل جدالي مهاجرت نيروي انساني تحصيل‌کرده از کشورهاي کمتر توسعه يافته به کشورهاي بيشتر توسعه يافته»، موفق به دريافت درجه دکتراي جامعه‌شناسي از دانشگاه ميشيگان غربي شد.

## فعالیت‌ها
عبداللهی پس از بازگشت به وطن، به مدت 32 سال فعاليت‌هاي آموزشي، پژوهشي و خدمات علمي و فرهنگي خود را به عنوان عضو هيأت علمي ادامه داد. عبداللهي سه دوره مديريت گروه جامعه‌شناسي دانشگاه علامه طباطبايي را بر عهده داشت و در طي خدمت خود در اين دانشگاه، به عنوان پژوهشگر برتر در سطح ملي، پژوهشگر برگزيده و استاد نمونه دانشگاه انتخاب شد. عضويت در هيأت تحريريه شش مجله علمي و پژوهشي و راهنمايي بيش از 100 رساله تحصيلات تکميلي، مديريت گروه علوم اجتماعي مرکز بين‌المللي گفتگوي تمدن‌ها، عضويت در شوراي عالي برنامه‌ريزي علوم انساني و ترويج کشاورزي ايران، عضويت در شوراي پژوهشي دانشگاه و مسئوليت او در کميته اتحاد و هويت ملي، بخش ديگري از فعاليت‌هاي علمي او را تشکيل مي‌دادند.
- رئیس انجمن جامعه‌شناسی ایران (۱۳۸۲–۱۳۷۸)
- عضو شورای پژوهشی دانشگاه علامه طباطبایی (۱۳۸۲–۱۳۶۲)
- عضو شورای عالی برنامه‌ریزی علوم انسانی وزارت علوم
- عضو شورای عالی ترویج کشاورزی وزارت کشاورزی
- عضو کمیته تحصیلات تکمیلی گروه علوم اجتماعی پیام نور (۱۳۸۳–۱۳۸۱)
- مدیر گروه جامه‌شناسی دانشکده علوم اجتماعی دانشگاه علامه طباطبایی (برای سه دوره ۶ ساله)

## کتاب‌ها

### تألیف
- زنان در عرصه عمومی: عوامل، موانع و راهبردهای مشارکت مدنی زنان ایرانی، ناشر: جامعه شناسان
- بررسی مسائل اجتماعی ایران (رشته علوم اجتماعی)، گروه مؤلفان، ناشر: دانشگاه پیام نور
- زنان و نهادهای مستقل مدنی، مسائل، موانع و راهبردهای مشارکت مدنی زنان در ایران، (با مشارکت زهره نظری)، ناشر: سوره مهر - ۱۳۸۳
- مجموعه مقالات اولین همایش ملی طرح مسائل جامعه‌شناسی ایران، محمد عبداللهی و جمال رئیسی، ناشر: دانشگاه علامه طباطبایی - ۱۳۸۳
- کتابشناسی هویت اجتماعی (فارسی - انگلیسی)، ناشر: دانشگاه علامه طباطبایی
- کتاب‌شناسی توسعه اجتماعی: فارسی - انگلیسی، ناشر: پژوهشکده مطالعات فرهنگی و اجتماعی
- خلاصه گزارش تحقیقات دبیرخانه شورای عالی آموزش و پرورش، (تدوین با مشارکت: بیتا مهدی، علی رستمی پور، ناشر: نور الثقلین
- کتاب‌شناسی نظریه اجتماعی: فهرست آثار صاحب نظران کلاسیک و معاصر علوم اجتماعی، (گردآورنده)، ناشر: دانشگاه علامه طباطبایی
- نظام‌های بهره‌برداری (مطالعه تطبیقی نظامهای بهره‌برداری کشاورزی)، ناشر: وزارت جهاد کشاورزی جمهوری اسلامی ایران

### ترجمه
- نظریه سازی در علوم اجتماعی، پاملاجی شومیکر، جیمز ویلیام تنکارد، دومینک ال لاسورا، ناشر: جامعه شناسان
- م‍طال‍ع‍ه ت‍طب‍ی‍ق‍ی ان‍ق‍لاب‌ه‍ا از ک‍رام‍ول ت‍ا ک‍اس‍ت‍رو، لورنس کاپلان، ناشر: دانشگاه علامه طباطبایی، ۱۳۷۵